# تمر أباد
تمر أباد هي قرية في مقاطعة سلماس، إيران. يقدر عدد سكانها بـ 92 نسمة بحسب إحصاء 2016.